# Karol II Meklemburski

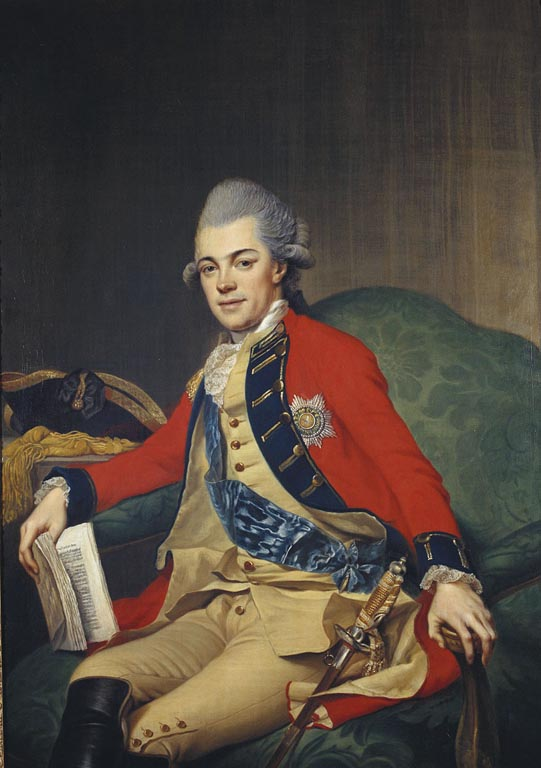
portret księcia z 1770

Karol II Ludwik Fryderyk (ur. 10 października 1741 w Mirow, zm. 6 listopada 1816 w Neustrelitz) – książę, a następnie wielki książę Meklemburgii-Strelitz. W chwili kiedy został monarchą jego władztwo było częścią Świętego Cesarstwa Rzymskiego Narodu Niemieckiego. Pozostawała nią do 1806. W 1815 zostało członkiem Związku Niemieckiego (będącego luźną konfederacją państw).
Był szóstym dzieckiem (drugim synem) księcia Mirow – Karola Ludwika Fryderyka i jego żony Elżbiety Albertyny z Saksonii-Hildburghausen. Jego dziadkiem był książę Meklemburgii-Strelitz Adolf Fryderyk II.
Po śmierci stryja, księcia Adolfa Fryderyka III, 11 grudnia 1752 został następcą tronu. W latach 1776–1786 był gubernatorem Hanoweru (z nominacji szwagra Jerzego III). Kiedy zmarł jego starszy brat, książę Adolf Fryderyk IV, 2 czerwca 1794 został nowym monarchą. 28 czerwca 1815 Meklemburgia-Strelitz została podniesiona do rangi wielkiego księstwa.
Był odznaczony pruskimi orderami Orła Czarnego i Orła Czerwonego oraz rosyjskimi orderami św. Andrzeja i św. Aleksandra Newskiego.
18 września 1768 w Darmstadt poślubił landgrafiankę Hesji-Darmstadt Fryderykę Karolinę. Para miała dziesięcioro dzieci:
- księżniczkę Szarlottę (1769–1818), późniejszą księżną Saksonii-Altenburga
- księżniczkę Karolinę (1771–1773)
- księcia Jerzego Karola (1772–1773)
- księżniczkę Teresę (1773–1839), późniejszą księżną Thurn und Taxis
- księcia Fryderyka Jerzego (1774–1774)
- księżniczkę Luizę (1776–1810), późniejszą królową Prus
- księżniczkę Fryderykę (1778–1841), późniejszą królową Hanoweru
- Jerzego (1779–1860), kolejnego wielkiego księcia Meklemburgii-Strelitz
- księcia Fryderyka Karola (1781–1783)
- księżniczkę Augustę Albertynę (1782–1782)

Jego drugą żoną była siostra Fryderyki, landgrafianka Szarlotta. Ich ślub odbył się 28 września 1784 w Darmstadt. Z tego związku miał jednego syna, Karola (1785–1837), generała i prezydenta Pruskiej Rady Państwa.